# Ellen Meiksins Wood

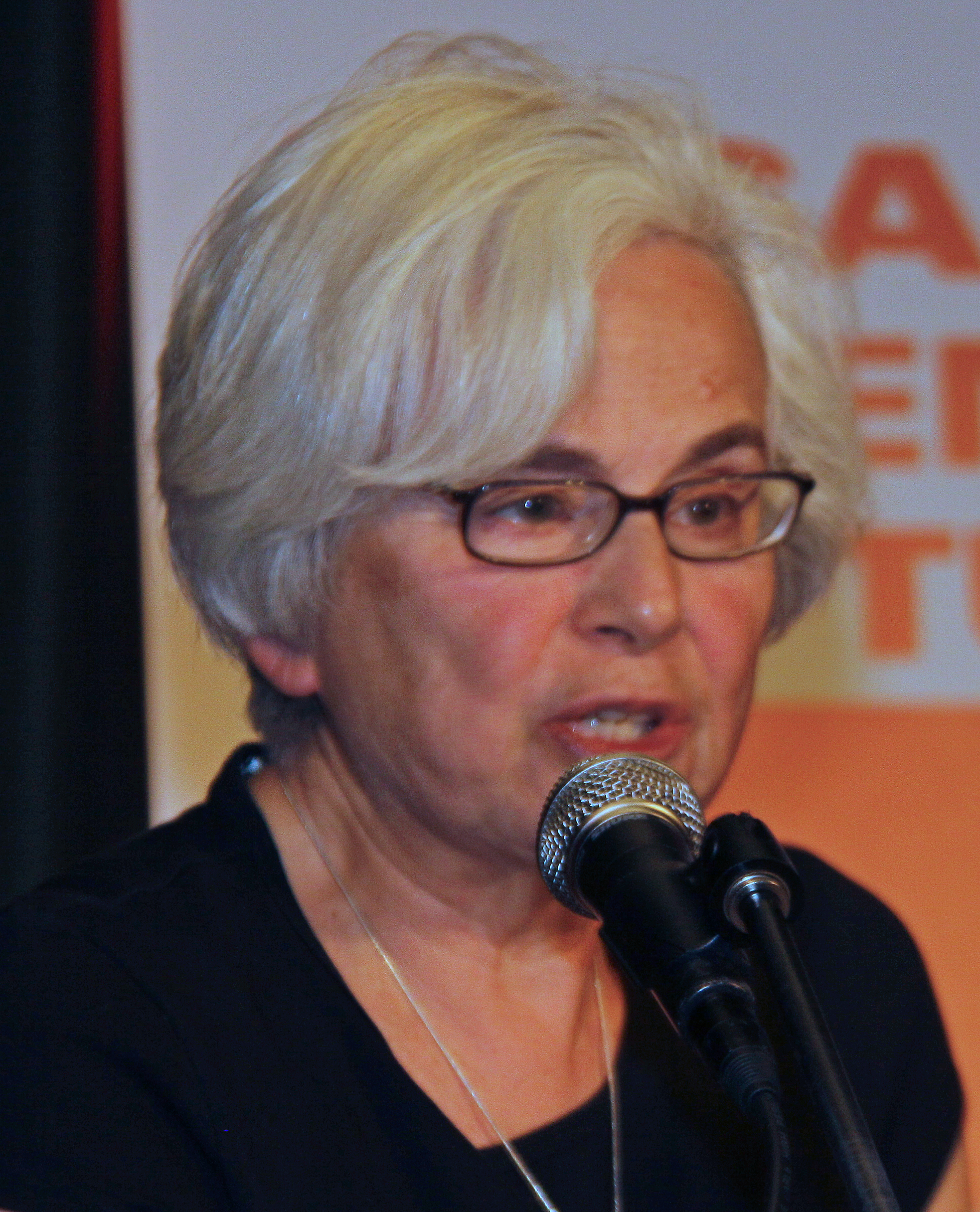
Ellen Meiksins Wood (2012)

Ellen Meiksins Wood (* 12. April 1942 in New York; † 14. Januar 2016 in Ottawa) war eine amerikanische marxistische Historikerin und Herausgeberin der Monthly Review.

## Leben
Wood wurde 1942 als Tochter lettischer Flüchtlinge in New York geboren und erhielt den Namen Ellen Meiksins. Ihre Eltern sahen sich, da sie Juden und zudem Mitglieder des Bund waren, gezwungen, das von Deutschland besetzte Lettland zu verlassen. In Berkeley erlangte Wood 1962 an der University of California den Bachelor im Fach Slawische Sprachen. Hierauf studierte sie Politikwissenschaften an der University of California in Los Angeles, 1970 wurde sie dort promoviert. In den Jahren 1967–1996 lehrte sie dieses Studienfach an der York University in Toronto. Nachdem sie in den Ruhestand gegangen war, wurde sie in die Royal Society of Canada eingeführt. In den Jahren 1984 bis 1994 war Wood Redaktionsmitglied der New Left Review, von 1997 bis 2000, zusammen mit Harry Magdoff und Paul Sweezy, Mitherausgeberin der Monthly Review. Sie war eine bedeutende Vertreterin des sogenannten politischen Marxismus.
Zuletzt schrieb Meiksins Wood für das Socialist Register sowie die Zeitschrift Against the Current.
In erster Ehe war sie seit 1968 mit Neil Wood verheiratet, der 2003 starb. Gemeinsam veröffentlichten sie in den 70er Jahren einige Aufsätze.
2014 heiratete sie Ed Broadbent, den früheren Vorsitzenden der Neuen Demokratischen Partei, mit dem sie für sechs Jahre in Ottawa und London bis zu ihrem Tod an den Folgen einer Krebserkrankung lebte.

## Publikationen
- Mind and politics, 1972, Berkeley: University of California Press. ISBN 0520020294.
- Ellen Meiksins Wood und Neal Wood: Class ideology and ancient political theory, 1978, Oxford: Blackwell. ISBN 0631183701.
- The Retreat from Class: A New 'True' Socialism, 1986, London: Verso. ISBN 0860911284.
- Peasant-Citizen and Slave. The Foundations of Athenian Democracy, 1988, London; New York: Verso. ISBN 0860911950.
- The Pristine Culture of Capitalism. A Historical Essay on Old Regimes and Modern States, 1991, London; New York: Verso. ISBN 0860915530.
- Democracy against Capitalism. Renewing Historical Materialism, 1995, Cambridge: Cambridge University Press. ISBN 052147096X.
- A Trumpet of Sedition. Political Theory and the Rise of Capitalism 1509-1688, 1997, London: Pluto Press. ISBN 074531175X.
- The Origin of Capitalism. A Longer View, 2002, London; New York: Verso. ISBN 1859843921.
- Empire of capital, 2003, London; New York: Verso. ISBN 1859845029.
- Citizens to Lords. A Social History of Western Political Thought from Antiquity to the Middle Ages, 2008, London; New York: Verso. ISBN 9781844672431.
- The Ellen Meiksins Wood Reader, hrsg. v. Larry Patriquin, 2013, Chicago: Haymarket Books. ISBN 9781608462797.
- A Social History of Western Political Thought, 2022, London; New York: Verso. ISBN 9781839766091.

### Als Herausgeberin
- Ellen Meiksins Wood und John Bellamy Foster (Hrsg.): In defense of history, c1997, New York: Monthly Review Press. ISBN 0853459835.
- Robert W. McChesney, Ellen Meiksins Wood und John Bellamy Foster (Hrsg.): Capitalism and the information age, c1998, New York: Monthly Review Press. ISBN 0853459894.
- Ellen Meiksins Wood, Peter Meiksins und Michael Yates (Hrsg.): Rising from the ashes?, c1998, New York: Monthly Review Press. ISBN 0853459398.

### Deutsche Übersetzungen
- Die Einheit beginnt zu Hause, VSA-Verlag, Hamburg 1998, ISBN 3-87975-929-4.
- Transformation des Kapitalismus, VSA-Verlag, Hamburg 1999, ISBN 3-87975-948-0.
- Demokratie contra Kapitalismus. Beiträge zur Erneuerung des historischen Materialismus, Neuer ISP-Verlag, Köln 2010, ISBN 978-3-89900-123-5 (PDF).
- Der Ursprung des Kapitalismus. Eine Spurensuche, Laika-Verlag, Hamburg 2015, ISBN 978-3-942281-67-6.
- Das Imperium des Kapitals, Laika-Verlag, Hamburg 2016, ISBN 978-3-944233-71-0.